# 黎察
黎察（越南语：／，？—1437年），越南后黎朝初期将领，蓝山起义时黎利麾下重要将领之一。

## 生平
黎察出生在清化的寿春县。黎利发动蓝山起义的时候前往投奔，成为麾下重要将领。1425年，丁礼率军攻打演州时，黎利派黎察、刘仁澍一起带兵去接应他。1426年，参加支棱昌江之战，与黎受一起攻破了昌江城。1427年，与刘仁澍、黎冷、丁列、黎受等人率兵一万、战象五头埋伏于支棱关，大破明军；并与陈榴等人乘胜追击，斩首一万余级。
后黎朝建立之后，黎察被封为大司徒，列为开国功臣之一，与阮廌、郑可、陳元扞、范文巧、丁列、黎银等人获得穿红绯的特权。1429年，黎利封长子开郡公黎思齐为国王，次子梁郡公黎元龙（即后来的黎太宗）为皇太子，令黎察、黎银、黎仁澍（刘仁澍）、黎理（阮理）和黎国兴（裴国兴）五人辅佐黎元龙。1433年黎利驾崩，临终前，将黎思齐降为郡王，指定黎元龙为皇太子。黎太宗继位后，黎察专断朝政。
黎察是将领出身，学识浅薄，且多行不法、骄横跋扈、排斥异己。1437年，年齿已长的黎太宗亲政，以此罪名将其罢官赐死。其家族遭受牵连、财产被抄没、党羽亦遭责罚。但黎仁宗继位后，赦免黎察，赐给他的子孙100亩土地。黎圣宗继位后，又追封黎察为太保、景国公。